# Лунка-Лешулуй
Лунка-Лешулуй (рум. Lunca Leșului) — село у повіті Бистриця-Несеуд в Румунії. Входить до складу комуни Лешу.
Село розташоване на відстані 335 км на північ від Бухареста, 28 км на північний схід від Бистриці, 106 км на північний схід від Клуж-Напоки.

## Населення
За даними перепису населення 2002 року у селі проживали 1216 осіб, усі — румуни. Усі жителі села рідною мовою назвали румунську.